# 国際経営学部
国際経営学部（こくさいけいえいがくぶ）とは大学において国際経営学を専攻とする学部である。比較的新しく成立した学部であり、各大学は明治時代に福澤諭吉により設立された簿記講習所以来の商学の基礎を形成する簿記や会計学等の学習の上に、更にグローバル化したビジネス社会において活躍できる人材を育成することを標榜としており、特に外国語教育に力を入れている。学術団体については、1926年に日本経営学会が設立され、1951年4月21日には日本商業学会が慶應義塾大学教授向井鹿松を初代会長として設立された。

## 国際経営学部を持つ日本の大学
- 共栄大学
- 中央大学
- 明治学院大学
- 立教大学
- 神奈川大学
- 横浜国立大学
- 名古屋外国語大学
- 長崎県立大学
- 別府大学
- 立命館アジア太平洋大学

## 高大接続
文部科学省の「高大接続改革」により、商業高等学校から簿記会計学を学んだ学生が国際経営学部へ進学してきている。商業高等学校在学中から税理士試験や公認会計士試験の受験勉強をしている。

## 進路
経営学は多くの資格試験や公務員採用試験の受験科目となっている。下記に代表的な事例を記載する。

### 資格試験
- 公認会計士・監査審査会が行う国家試験である公認会計士試験の受験科目である。

### 公務員採用試験
- 準キャリアと位置付けられている財務専門官採用試験の受験科目である。
- 国税専門官採用試験の受験科目である。税務大学校での研修を経て国税専門官となる。国税専門官は勤務年数等の条件を充足すると税理士資格が付与される。

## 社会との関わり
- 財務省関税局（『税関教室』等）、国税庁（『租税教室』、国税局、税務署でのインターンシップ、職場説明会等）
- 公正取引委員会（『独占禁止法教室』）